# Ей Би Ес-Си Би Ен (телевизионен канал)
Ей Би Ес-Си Би Ен (на английски: ABS-CBN) е филипински телевизионен канал и нова медийна мрежа, собственост на ABS-CBN Corporation, компания под управлението на Lopez Group. Това е първият и най-старият телевизионен оператор в Югоизточна Азия и един от най-старите търговски телевизионни оператори в Азия. Освен това е била водещата телевизионна мрежа във Филипините.
Каналът е излъчен за първи път на 23 октомври 1953 г. и е затворен по време на военното положение на 23 септември 1972 г. Рестартиран е на 14 септември 1986 г. и е затворен отново на 5 май 2020 г. след изтичане на законодателния му франчайз. Каналът беше заменен от Kapamilya Channel.
На 10 октомври 2020 г. A2Z стартира като временно пространство на наземния канал на мрежата, което е споразумение за времетраене между ABS-CBN и ZOE Broadcasting Network, докато някои от развлекателните програми на ABS-CBN се показват по TV5 от 24 януари 2021 г.

## Логотипи
- 1986 – 1999
- 2000 – 2013
- От 2014 г.